# USC (Fluggesellschaft)
Die USC GmbH (Akronym für Universal Sky Carrier, zuvor United Sky Cargo) ist eine deutsche Fluggesellschaft mit Sitz in Frankfurt am Main.

## Geschichte und Flugziele
USC wurde 2020 unter dem Namen United Sky Cargo gegründet und betätigte sich zunächst als Logistikunternehmen, das von der coronabedingten Zunahme internationaler Frachtverkehre auf dem Luftweg profitierte. Als Geschäftsführer zeichnete unter anderem Klaus Dieter Martin verantwortlich, der in selbiger Position bereits die 2016 insolvent gegangene kroatische European Coastal Airlines geleitet hatte. Um die zuvor bezeichneten Frachtdienstleistungen, für die man bis dahin Flugzeuge anderer Gesellschaften angemietet hatte, mit eigenem Fluggerät durchführen und überdies einen Einstieg in das Dry- und Wet-Lease-Geschäft vornehmen zu können, wurde der Unternehmensname 2021 auf das Akronym USC – kurz für Universal Sky Carrier –  verkürzt.
Anfang 2023 übernahm USC einen zu diesem Zeitpunkt rund 19 Jahre alten Airbus A340-300 aus den Beständen der South African Airways; letztere hatte die Maschine Anfang 2020 mit Beginn der COVID-19-Pandemie ausgemustert. USC gab 2023 ebenfalls bekannt, zusätzlich zur bereits erhaltenen und vorerst am Flughafen Frankfurt-Hahn eingelagerten A340-300 die Übernahme von mehreren A340-600 – ebenfalls aus Beständen der South African Airways – anzustreben. Dabei wurde vorgesehen, die gesamte Flotte durch Avensis Aviation mittelfristig zu Frachtern umbauen zu lassen.
Nachdem das Unternehmen am 14. August 2023 das Luftverkehrsbetreiberzeugnis vom Luftfahrt-Bundesamt erhalten hatte und die am Flughafen Hahn eingelagerte A340-300 reaktiviert wurde, nahm USC am 5. September desselben Jahres den Flugbetrieb mit einem einzelnen, über ACC Aviation vermittelten ACMI-Charterumlauf für Madagascar Airlines zwischen Paris und Antananarivo auf.

## Flotte
Die Flotte der USC besteht mit Stand Februar 2025 aus zwei Maschinen mit einem Alter von 20,7 Jahren:
| Flugzeugtyp     | Anzahl | bestellt | Anmerkung | Sitzplätze (Business/Economy) | Durchschnittsalter |
| --------------- | ------ | -------- | --------- | ----------------------------- | ------------------ |
| Airbus A340-300 | 01     | 0        |           | 253 (38/215)                  | 20,2 Jahre         |
| Airbus A340-600 | 01     | 0        |           | 317 (42/275)                  | 21,2 Jahre         |
| Gesamt          | 02     | -        |           |                               | 20,7 Jahre         |